# Comissió Thorn
La Comissió Thorn és la Comissió Europea presidida pel polític luxemburguès Gaston Thorn, que inicià el seu mandat el 6 de gener de 1981 i el va finalitzar el 5 de gener de 1985. Thorn va ser elegit per a substituir a Roy Jenkins.

## Línies de treball
Gaston Thorn va arribar a la Comissió Europea amb una àmplia experiència sobre el funcionament de les Comunitats Europees, on inclús va participar com a eurodiputat des de 1959, posteriorment com a ministre d'Afers Exteriors de Luxemburg i posteriorment com a primer ministre a finals dels anys seixanta. Aquesta experiència, junt amb la seva rellevància al moviment liberal internacional, van ajudar a poder afrontar part dels reptes del seu mandat.
La Comissió va haver d'afrontar la crisi econòmica que es va produir a principis dels anys vuitanta i un repunt de l'hostilitat entre els països de l'OTAN i la Comunitat Europea amb la Unió Soviètica, un període que es considera una segona guerra freda, pel rebuig de Ronald Reagan i Margaret Thatcher a la distensió i en favor de la Doctrina Reagan per reduir la influència internacional de l'URSS.
També va ser important l'acceleració del procés d'ampliació de les Comunitats Europees cap al sud. La Comissió Thorn va haver d'assentar l'entrada de Grècia, que es va produir just abans de la seva possessió, i comandar el procés d'entrada d'Espanya i Portugal, que es va finalitzar una vegada finalitzat el mandat de la Comissió, l'1 de gener de 1986.
Finalment, van ser els impulsors de l'Acta Única Europea, una reforma dels Tractats de París i Roma i que tenia com a objectiu la creació d'un mercat comú, la creació d'un sistema de cooperació política en camps com la investigació, la tecnologia o el medi ambient, i la millora de les estructures de decisió de les Comunitats Europees. Aquesta Acta Única es va signar finalment el febrer de 1986.

## Col·legi de Comissaris
La Comissió Thorn va comptar amb 14 comissaris, un per cada país de les Comunitats Europees, amb l'excepció de França, Regne Unit, Itàlia i Alemanya, que en tenien dos. Va augmentar en un comissari sobre la Comissió Jenkins, per l'entrada de Grècia. Igual que en l'anterior Comissió Europea, tots els comissaris designats pels estats eren homes.
Els partits agrupats a la Confederació dels Partits Socialistes de la Comunitat Europea tenien 5 representants, que a l'inici del mandat eren només 3, enfront dels 4 dels del Partit Popular Europeu. La Federació de Partits Liberals i Demòcrates a Europa en va tenir un representant a l'inici de la legislatura, però Claude Cheysson va dimitir per presentar-se a les eleccions presidencials franceses de 1981. La resta de comissaris eren independents, a més del representant del Partit Conservador del Regne Unit.
| Comissió Jenkins |                                             |                                                                          |          |                                                  | |          |                                                   |                                                       |
|                  |                                             |                                                                          |          |                                                  | |          |                                                   |                                                       |
|                  |                                             |                                                                          |          |                                                  | |          |                                                   |                                                       |
|                  |                                             |                                                                          |          |                                                  | |          |                                                   |                                                       |
| Designat         | Designat                                    | Cartera                                                                  | Designat | Designat                                         | Cartera | Designat | Designat                                          | Cartera                                               |
|                  | · Gaston Thorn · Luxemburg · (PPE - DP)     | President                                                                |          | · Christopher Tugendhat · Regne Unit · (CON)     | Vicepresident — Pressupostos i Fiscalitat                                                                                |          | · François-Xavier Ortoli · França · (Independent) | Vicepresident — Assumptes Econòmics i Afers Financers |
| [ 5 ]            | · Gaston Thorn · Luxemburg · (PPE - DP)     | [ 5 ]                                                                    | [ 5 ]    | · Christopher Tugendhat · Regne Unit · (CON)     | |          | · François-Xavier Ortoli · França · (Independent) |                                                       |
|                  | · Richard Burke · Irlanda · (PPE - FG)      | Comissari — Delegat del President, Personal, administració i Eurostat    |          | · Wilhelm Haferkamp · RFA · (UPSCE - SPD)        | Comissari — Relacions exteriors i energia atòmica                                                                        |          | · Étienne Davignon · Bèlgica · (Independent)      | Comissari — Afers industrials i Energia               |
| [ 5 ]            | · Richard Burke · Irlanda · (PPE - FG)      | [ 5 ]                                                                    | [ 5 ]    | · Wilhelm Haferkamp · RFA · (UPSCE - SPD)        | |          | · Étienne Davignon · Bèlgica · (Independent)      |                                                       |
|                  | · Lorenzo Natali · Itàlia · (PPE - DCI)     | Comissari — Política mediterrània, ampliació i política de la informació |          | · Antonio Giolitti · Itàlia · (UPSCE - PSI)      | Comissari — Política Regional i coordinació dels fons estructurals                                                       |          | · Edgard Pisani · França · (UPSCE - PS)           | Comissari — Desenvolupament                           |
| [ 5 ]            | · Lorenzo Natali · Itàlia · (PPE - DCI)     | [ 5 ]                                                                    | [ 5 ]    | · Antonio Giolitti · Itàlia · (UPSCE - PSI)      | |          | · Edgard Pisani · França · (UPSCE - PS)           |                                                       |
|                  | · Poul Dalsager · Dinamarca · (UPSCE - A)   | Comissari — Agricultura i Pesca                                          |          | · Karl-Heinz Narjes · RFA · (Independent)        | Comissari — Mercat Interior, Afers industrials, Unió Aduanera, Medi Ambient, Protecció al Consumidor i seguretat atòmica |          | · Giorgios Contogeorgis · Grècia · (Independent)  | Comissari — Transport i Turisme                       |
| [ 5 ]            | · Poul Dalsager · Dinamarca · (UPSCE - A)   | [ 5 ]                                                                    | [ 5 ]    | · Karl-Heinz Narjes · RFA · (Independent)        | |          | · Giorgios Contogeorgis · Grècia · (Independent)  |                                                       |
|                  | · Ivor Richard · Regne Unit · (UPSCE - Lab) | Comissari — Treball i Assumptes Socials                                  |          | · Frans Andriessen · Països Baixos · (PPE - CDA) | Comissari — Relacions amb el Parlament i Competència                                                                     |          |                                                   |                                                       |
| [ 5 ]            | · Ivor Richard · Regne Unit · (UPSCE - Lab) | [ 5 ]                                                                    |          | · Frans Andriessen · Països Baixos · (PPE - CDA) | |          |                                                   |                                                       |

Canvis al Col·legi de Comissaris durant el mandat de la Comissió Thorn:
- L'any 1981 va morir l'independent Finn Olav Gundelach (Comissari d'Agricultura i Pesca) i va ser substituir per Poul Dalsager.
- L'any 1981 el socialista Claude Cheysson (Comissari de Desenvolupament) es va presentar a les eleccions presidencials franceses, sent substituït pel també socialista Edgard Pisani.
- L'any 1982 Michael O'Kennedy (Comissari de Personal, administració i oficina estadística) es va presentar a les eleccions presidencials d'Irlanda, sent substituït pel popular Richard Burke.